# Tadeusz Bukowski

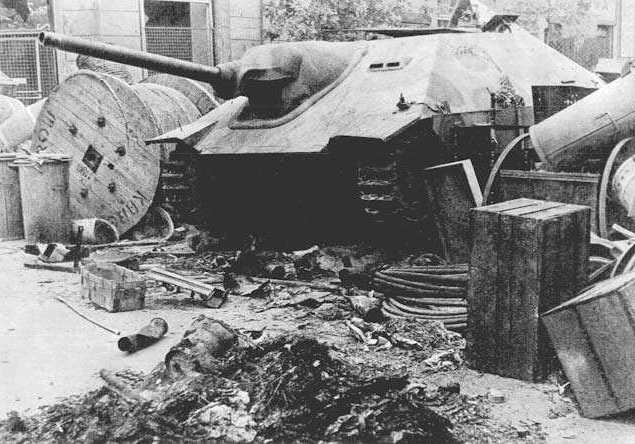
Varšavské povstání: Barikáda u vjezdu z ulice Szpitalna na Napoleonovo náměstí s vestavěným německým tankem „Chwatem“ Jagdpanzer 38 (t) „Hetzer“, který byl ukořistěn během bojů o Hlavní poštu.

Tadeusz Bukowski, pseudonym "Bończa" (22. dubna 1909 ve Varšavě – 21. listopadu 1980 ve Varšavě ) byl polský fotograf, fotoreportér fotografického oddělení Úřadu pro informace a propagandu Zemské armády.

## Životopis
Během Varšavského povstání fotografoval povstalecké jednotky a civilisty v oblasti Powiśle a severního Śródmieście. Jako dlouholetý skaut věnoval mnoho fotografií i činnosti Harcerské polní pošty. Úzce spolupracoval s režisérem Antonim Bohdziewiczem, kterému předával snímky a sám si nechával negativy. V očekávání dobytí Powiśle Němci ukryl asi 200 negativů ve sklepě v ulici Drewniana 12, další v bytě v ulici Smolna 14 a zbytek zakopal do země ve dvoře Zamoyski. Dne 12. září byl zajat Němci. Po návratu do Varšavy v roce 1945 našel pouze fotografie z na adrese Drewniana 12. Jeho fotografie byly publikovány v mnoha nakladatelstvích a na výstavách týkajících se Varšavského povstání.
Po válce, od roku 1948, byl fotografem nakladatelského institutu Nasza Księgarnia. Vícenásobný komisař výstav fotografií na varšavské "Zachętě", vč. výstavy ženských aktů. Byl oceněn titulem umělce Mezinárodní federace fotografického umění - Artiste FIAP (AFIAP). Je autorem fotoalba "Varšava ve dnech povstání 1944", vyd. Krajową Agencję Wydawniczą, v roce 1980.

## Fotogalerie Tadeusze Bukowského z Varšavského povstání

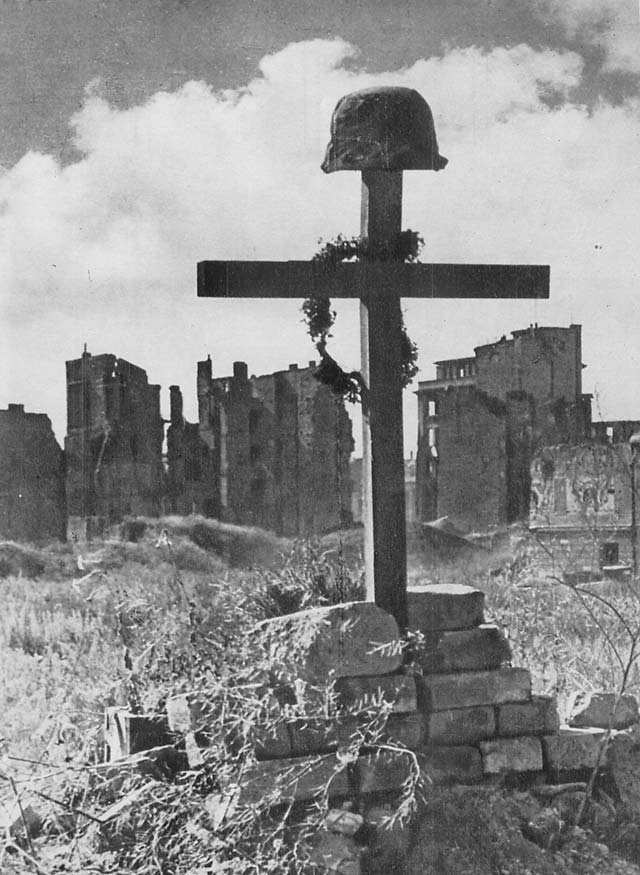
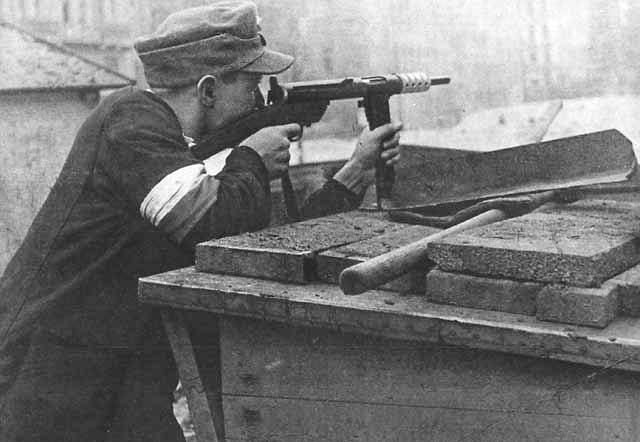
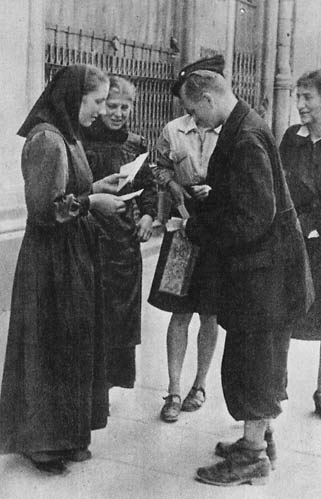
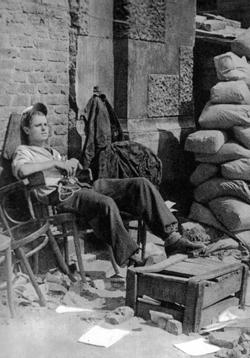
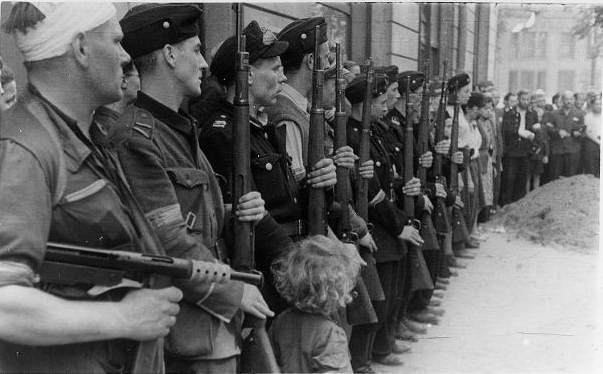
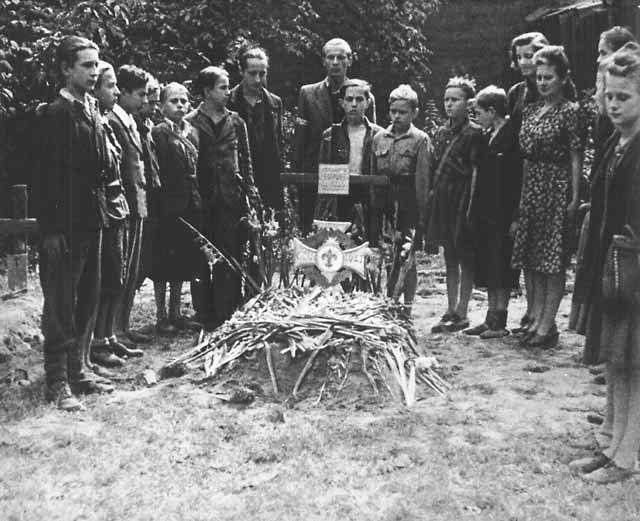
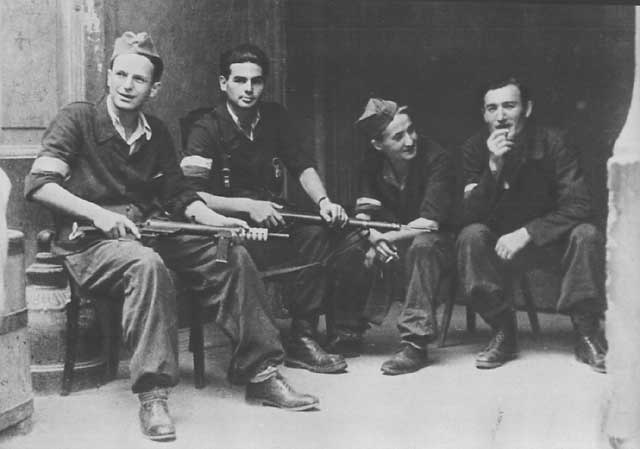
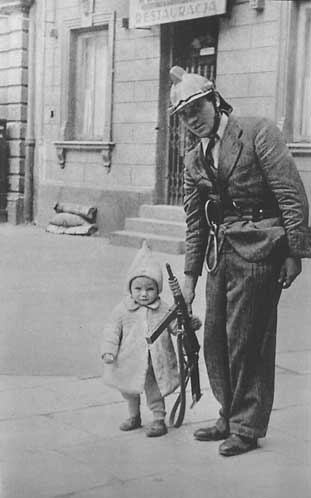
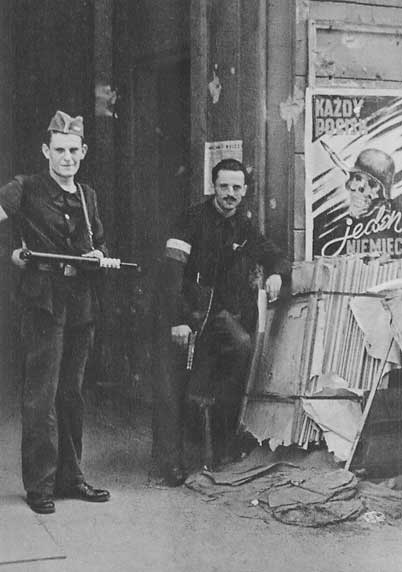
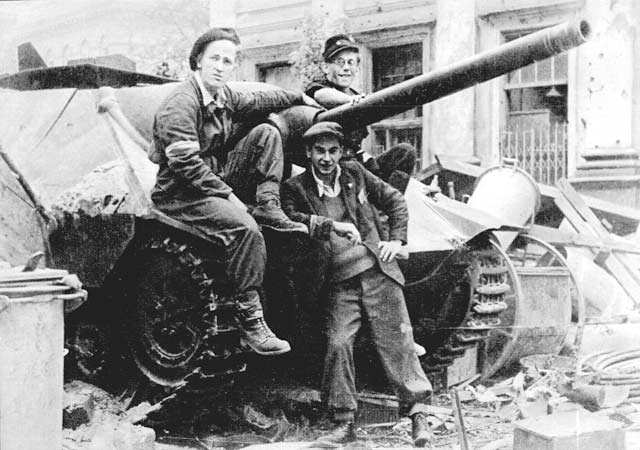
Barikáda u vjezdu z ulice Szpitalna na Napoleonovo náměstí s vestavěným „Chwatem“, německým tankem Jagdpanzer 38 (t) „Hetzer“, který byl ukořistěn během bitvy o Hlavní poštu
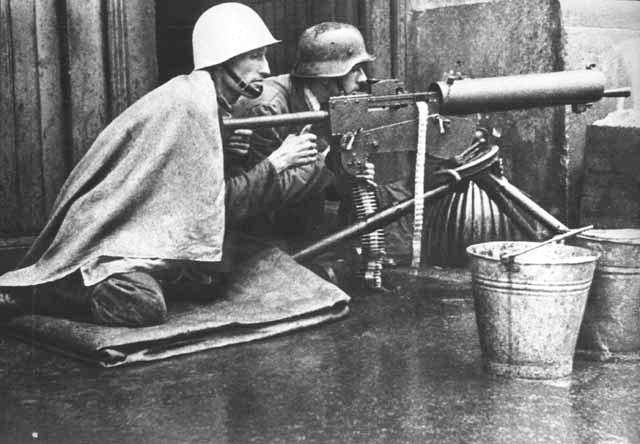
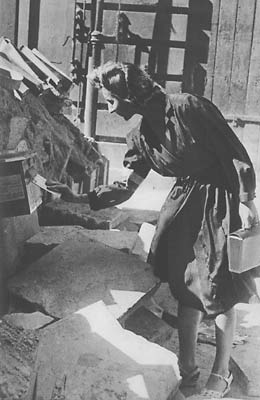
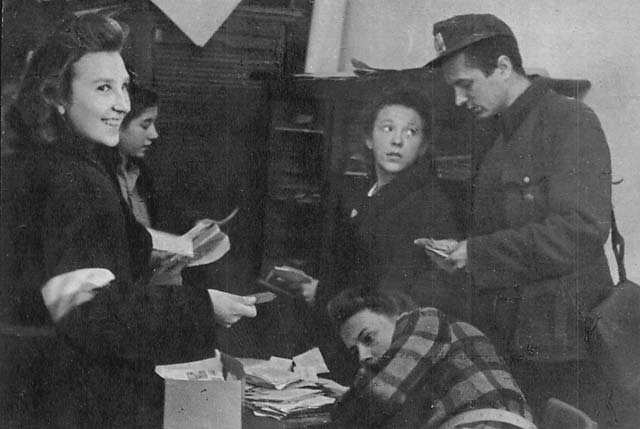
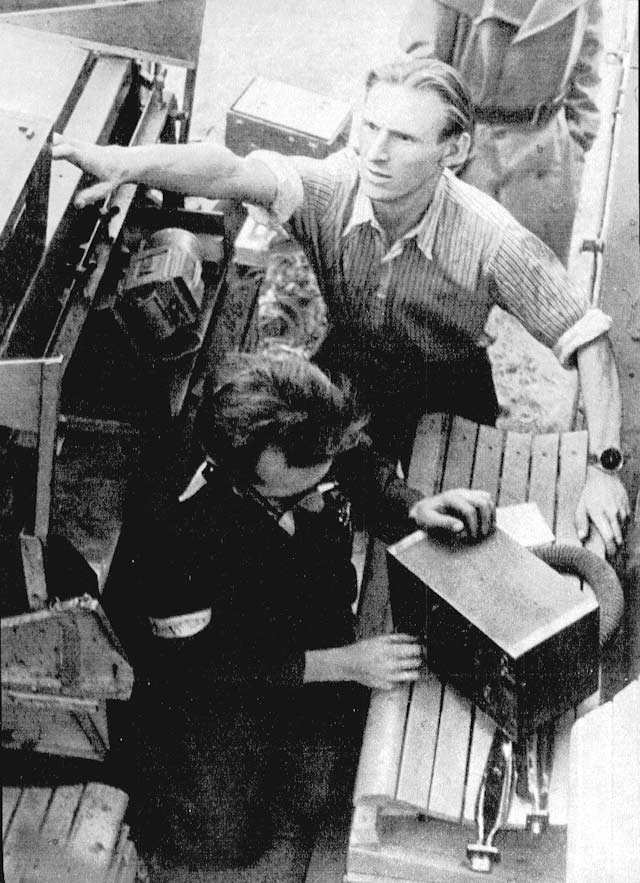
Opravy "Gray Wolf", německého obrněného transportéru SdKfz 251 ukořistěného povstalci ze skupiny VIII "Krybar" u Aleja Na Skarpie dne 14. srpna 1944 od 5. divize SS "Viking"
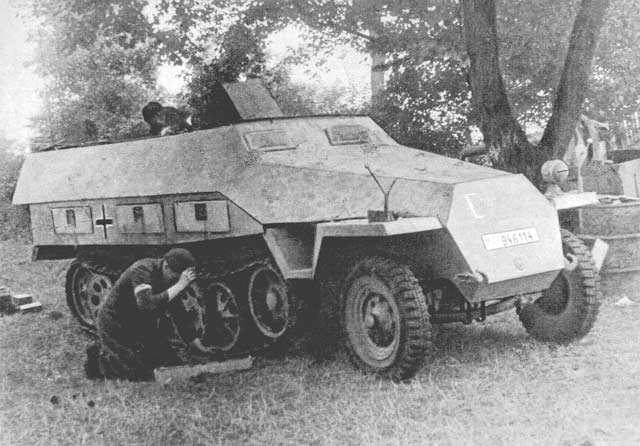
Opravy pohonu "Šedého vlka", německého obrněného transportéru SdKfz 251 ukořistěného povstalci ze skupiny VIII "Krybar" u Aleja Na Skarpie dne 14. srpna 1944 od 5. divize SS "Viking"
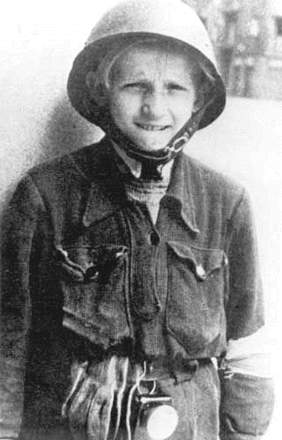
Mladý povstalec, srpen 1944